# Polyaestetik
Polyæstetik (fra oldgræsk πολυ (poly) for meget og αἴσθησις (aísthēsis) for perception) er et kunstuddannelseskoncept, der opstod i Hamborg i løbet af 1968-bevægelsen i det 20. århundrede.

## Begreber
Idéhistorisk stammer termen polyæstetik fra Natias Neutert, som dekan Hans Weckerle udnævnte til lektor ved Hamburg University of Applied Sciences|Fachhochschule für Gestaltung i Hamburg i 1970. I sin tiltrædelsesforelæsning plæderede han for oprettelsen af et nyt kunstuddannelsesfag, der skulle overskride grænserne for tidligere opfattelser af æstetik..
Mens Neuterts kunstpædagogiske "byggesten" er skitseret som en "fri leg med ideer" i essayistisk form, har kunstpædagogen Wolfgang Roscher og hans kolleger den fortjeneste at have udviklet dem til et pragmatisk koncept for en æstetisk multimedieuddannelse.

## Virkning
De seks praksis- og læringsfelter inspireret af Herbert Marcuses neomarxistiske ideer om produktion, reproduktion, demonstration, refleksion, konsumtion og reception, som Roscher og kolleger baserer den polyæstetiske praksis på, har vist sig at være særligt nyttige inden for den såkaldte "musikuddannelse"..
Neuterts tilgang til at overskride grænserne for traditionel æstetik, inspireret af hans forskningsaktiviteter i det første Internationale Walter Benjamin Selskab (de), som han grundlagde, er baseret på konceptet om et improviseret og åbent spil, der ikke er strengt regelstyret, men skal træne og skærpe vores sans for muligheder i forhold til den rå virkelighed; ifølge hans ofte citerede ofte citerede formel: "Spielen erzeugt eine eigene Wirklichkeit: die der Möglichkeiten" (Legen skaber sin egen virkelighed: mulighedernes virkelighed) Denne formel, som hovedsageligt citeres i kultursektoren og bruges som motto for projekter, blev fornuftigt nok kædet tæt sammen med Heinz von Foersters Ethical Imperative af Karlshochschule International University i anledning af deres kulturteoretiske diskurs Learning through Play.
Samspillet mellem Heinz von Foersters etiske imperativ og Natias Neuterts formel understreger vigtigheden af legende åbenhed over for nye ideer, perspektiver og løsninger for at udvide mangfoldigheden af valg- og handlemuligheder i retning af en fuldt udviklet human condition.
Som skolegren fokuserer Polyaesthetics på de fire områder for udtryk og design: drama, dans, visuel uddannelse og musik.
Polyæstetisk uddannelse har vist sig at være gavnlig for inklusionen af handicappede, f.eks. blinde.